# Съвет на федерацията
Съветът на федерацията (на руски: Совет Федерации) е горната камара на Федералното събрание – парламента на Русия, който съгласно Конституцията от 1993 г., включва по 2 представители от всеки федерален субект на Руската федерация – по един от изпълнителната и законодателната власти.
Съветът на федерацията провежда своите заседния в главната сграда на ул. „Болшая Димитровка“ в Москва, бивше седалище на съветския Държавен комитет по строителство, с допълнителни офиси и помещения, разположени на ул. „Нови Арбат“, като двете сгради са физически отделени от сградата на Държавната дума – долната камара на руския парламент, намираща се в друга част на Москва.
Заседанията на Съвета на федерацията се провеждат в Москва от 25 януари до 15 юли и от 16 септември до 31 декември, като те са публични. При решение на Съвета на федерацията, мястото на сесиите може да бъде променяно и да се свикват закрити заседания.

## Пълномощия
Съгласно член 102 от Конституцията на Руската федерация пълномощията на Съвета на федерацията са:
- утвърждаване на изменения на границите на субектите на Руската федерация;
- утвърждаване на укази на президента за въвеждане на военно положение;
- утвърждаване на укази на президента за въвеждане на извънредно положение;
- решение на въпроси за възможност да се използват Въоръжените сили на Руската федерация на територията на Руската федерация;
- Назначаване на избори за президент на Русия;
- отстраняване от длъжност на президента на Русия с процедура по импийчмънт, след съответстващо повдигане на обвинения от Държавната дума (за приемане на решението е необходимо квалифицирано мнозинство от 2/3);
- назначаване на съдии в Конституционния съд, Върховния съд и Висшия Арбитражен съд на Руската федерация (назначенията се осъществяват по предложение на президента);
- назначаване и освобождаване от длъжност на Главния прокурор на Руската федерация (също по предложение на президента);
- назначаване и освобождаване от длъжност на председателя на Сметната палата и половината от нейния състав.

В законодателно отношение Съветът на федерацията заема подчинителна роля спрямо Държавната дума. Всички закони се внасят първоначално в Държавната дума и след одобрението им се внасят за разглеждане в Съвета на федерацията. При разглеждане на приетите от Държавната дума закони, Съветът на федерацията няма право да внася промени, а може или да ги одобри или да ги отхвърли. Федерален закон се счита за одобрен от Съвета на федерацията, след като за него са гласували повече от половината от неговите членове или ако в 14-дневен срок не е подложен на обсъждане от Съвета на федерацията. В случай на отхвърляне на закон от страна на Съвета на федерацията, двете камари могат да създадат арбитражна комисия за преодоляване на възникналите разногласия, след което проектът за федерален закон се връща за повторно разглеждане от Държавната дума. В случай на несъгласие на Държавната дума с решението на Съвета на федерацията, законът се счита за приет, след като за него са гласували 2/3 от депутатите в Държавната дума. За приемане на федерален конституционен закон са необходими 3/4 от гласовете в Съвета на федерацията, като в случай че Съветът е наложил вето, Държавната дума не може да го отхвърли.

## Структура
Структурата на Съвета на федерацията е организирана в 16 комитета и 11 комисии, разглеждащи законодателството и политиката по редица въпроси, вариращи от външната политика и федералните въпроси до въпроси, свързани с младежта и спорта. Тези комисии са:
- Комитет по Конституционно законодателство
- Комитет по правни и съдебни въпроси
- Комитет по федералните въпроси и регионална политика
- Комитет по въпросите на местното самоуправление
- Комитет по отбрана и сигурност
- Комитет по бюджет
- Комитет по финансови пазари и парично обърщение
- Комитет по външните работи
- Комитет по въпросите на ОНД
- Комитет по социална политика и обществено здраве
- Комитет по образование и наука
- Комитет по икономическа политика, предприемачество и собственост
- Комитет по индустриална политика
- Комитет по природни ресурси и околна среда
- Комитет по аграрно-хранителна политика и рибовъдство
- Комитет по Северните територии и малцинствата
- Комисия за взаимодействие със Сметната палата
- Комисия по регламента и организацията на парламентарната дейност
- Комисия по въпросите на младежта и туризма
- Комисия по естествен монопол
- Комисия по информационна политика
- Комисия за наблюдение на дейността на Съвета на Федерацията
- Комисия по национална морска политика
- Комисия по култура
- Комисия по жилищна политика и жилищно-комунални въпроси
- Комисия по развитие на институциите на гражданското общество
- Комисия по физическа култура, спорт и развитие на олимпийското двжиение